# Druckerserver
Ein Druckerserver, Druckserver oder Printserver nimmt in einem Rechnernetz Druckaufträge entgegen und leitet sie an Drucker oder Plotter weiter.
Druckserver sind oft als eigenständige Geräte bzw. dedizierte Server realisiert. Umgangssprachlich versteht man darunter sowohl die Serversoftware als auch das Gerät (Host), auf dem er ausgeführt wird.
Druckerserver werden eingesetzt, um
- Drucker ohne Netzwerkschnittstelle übers Netzwerk verfügbar zu machen
- Netzwerkdrucker zentral zu verwalten
- das Spooling zu zentralisieren
- Druckerpools zu bilden
- Gerätetreiber zu verteilen

## Systeme und Protokolle
Das angestammte Drucksystem nach dem Client-Server-Modell ist das Berkeley Printing System (auch LPD/LPR). Es wurde für Unix entwickelt, ist aber auch in Windows NT (und neuer) implementiert. Für Windows entwickelt wurden die Server Message Block (SMB)-basierten Datei- und Druckdienste. Sie sind durch Samba auch unter Unix verfügbar. Weitere Protokolle für Printserver sind NetWare NCP (das auf IPX/SPX oder TCP/IP aufbaut), NetBIOS/NetBEUI über das „NetBIOS Frames Protocol“, RAW über TCP Port 9100 sowie das AppleTalk Protokoll oder das „AppleShare IP Print Server Security“-Protokoll.
Das moderne Internet Printing Protocol ist die Basis von CUPS. Es steht für praktisch alle unixoiden Betriebssysteme (AIX, Apple Mac OS X, BSD, HP-UX, Linux usw.), aber auch für Windows (Windows NT 4.0 oder höher) zur Verfügung.

## Adapter

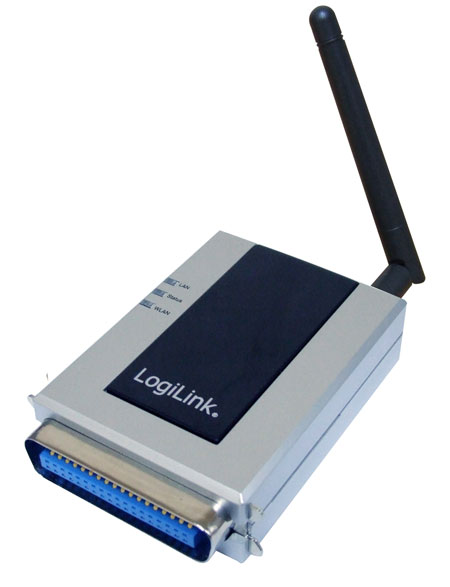
Ein Adapter für IEEE 1284 und WLAN mit integriertem Druckerserver

Weit verbreitet sind Adapter für USB-, IEEE-1284 oder EIA-232-Schnittstellen von Druckern, in die ein Druckerserver integriert ist. Solche Geräte verwenden ein rudimentäres Betriebssystem und bieten meist eine Webschnittstelle für die Verwaltung. Sie werden verwendet, um Drucker mit einer Netzwerkschnittstelle zu versehen.
Es gibt sie in unterschiedlichen Ausführungen:
- zum Aufstecken auf eine IEEE-1284-Schnittstelle oder als Tischgerät
- für einen oder mehrere Drucker
- mit oder ohne 802.1X-Authentifizierung
- für RJ-Steckverbindungen oder Wireless Local Area Networks

Für den Einsatz im privaten Bereich oder in kleinen Büros existieren auch Router mit integriertem Druckerserver und einer USB-Schnittstelle.